# Sympistis doris
Sympistis doris là một loài bướm đêm thuộc họ Noctuidae. Loài này có ở California.
Sải cánh dài khoảng 30 mm.